# Park Sun-ho
Park Sun-ho (en hangul, 박선호; hanja: 朴宣浩; RR: Bak Seon-ho) es un actor y modelo surcoreano.

## Biografía
El 10 de agosto del 2020 se anunció que Sun-ho había iniciado su servicio militar obligatorio ese mismo día.
Es amigo del rapero y actor Lee Jin-hyuk y de Kim Min-kyu.

## Carrera
Es miembro de la agencia "Sidus HQ". Previamente formó parte de la agencia "Starship Entertainment".
Ha participado en sesiones fotográficas para "The Celebrity", entre otros...
Originalmente iba a debutar en el grupo surcoreano "Boyfriend", sin embargo fue remplazado por Hyun Seong.
En noviembre del 2013 se unió al elenco recurrente de la serie Golden Rainbow donde dio vida a Kim Young-won, el séptimo hijo de la familia Kim, hasta el final de la serie en marzo del 2014. El actor Choi Ro-woon interpretó a Young-won de pequeño.
El 19 de diciembre del 2016 se unió al elenco principal de la serie 'I'm Sorry, But I Love You donde interpretó a Kang Nam-goo, un joven amable, servicial y apasionado, hasta el final de la serie el 9 de junio del 2017.
En el 2018 se unió al elenco recurrente de la serie A Poem a Day donde interpretó al doctor Han Joo-yong, miembro del departamento de radiología.
El 2 de enero del 2019 se unió al elenco principal de la serie Best Chicken donde interpretó a Park Choi-go, un empleado de una gran corporación que decide dejar su trabajo para abrir su propio negocio un restaurante de pollo, hasta el final de la serie el 7 de febrero del mismo año.
El 3 de mayo del mismo año se unió al programa "Produce X 101" donde participó hasta julio del mismo año después de ser eliminado, quedando en el puesto 25.
El 28 de marzo de 2020 se unirá al elenco principal de la serie Rugal donde dio vida al atractivo Lee Kwang-chul, un joven oficial de la policía que luego de ser atacado por la organización "Argos" y rescatado por el líder del equipo "Rugal", Tae Woong (Jo Dong-hyuk) se une a su equipo, hasta el final de la serie el 17 de mayo del mismo año.

## Filmografía

### Series de televisión
| Año     | Título                         | Personaje                    | Notas                    | Ref.          |
| ------- | ------------------------------ | ---------------------------- | ------------------------ | ------------- |
| 2013-14 | Golden Rainbow                 | Kim Young-won                |                          |               |
| 2014    | Love Cells                     | Ma Dae-choong                | Serie web - 15 episodios |               |
| 2015    | Shine or Go Crazy              | Wang Wi                      |                          |               |
| 2015    | Rude Miss Young-ae - Season 14 | Park Sun-ho                  |                          |               |
| 2016    | Start Again                    | Kang Ji-wook                 |                          |               |
| 2016-17 | I'm Sorry, But I Love You      | Kang Nam-goo / Shin Min-joon | 120 episodios            |               |
| 2017    | Hospital Ship                  | Kim Jae-hwan                 | 3 episodios              |               |
| 2018    | A Poem a Day                   | Dr. Han Joo-yong             |                          |               |
| 2018    | The Ghost Detective            | Lee Kyung-woo                |                          |               |
| 2018    | Love Your Korea Glow           | Kim Soo                      | Serie web - 8 episodios  |               |
| 2019    | Best Chicken                   | Park Choi-go                 | 12 episodios             |               |
| 2020    | Rugal                          | Lee Kwang-chul               | 16 episodios             |               |
| 2022-23 | Dar en el clavo                | Kang In-chan                 | Serie web - 8 episodios  | [ 15 ] [ 16 ] |
| 2023    | Delivery Man                   | Kim Shin-woo                 | Cameo, ep. 4             | [ 17 ]        |

### Películas
| Año  | Título         | Personaje  | Notas                                                       |
| ---- | -------------- | ---------- | ----------------------------------------------------------- |
| 2014 | Mourning Grave | Estudiante | junto a Kang Ha-neul y Kim So-eun                           |
| 2018 | Champion       | Je I-seum  | junto a Ma Dong-seok, Kwon Yul, Han Ye-ri y Choi Seung-hoon |

### Programas de variedades
| Año  | Programa      | Notas                        |
| ---- | ------------- | ---------------------------- |
| 2019 | Produce X 101 | (puesto no.25) - concursante |
| 2019 | Video Star    | invitado                     |

### Apariciones en videos musicales
| Año  | Artista / Grupo | Canción         | Notas |
| ---- | --------------- | --------------- | ----- |
| 2011 | Sistar19        | "Ma Boy"        |       |
| 2013 | SISTAR          | "Give It To Me" |       |

## Discografía

### Singles
| Año  | Artista / Grupo | Canción             | Notas            |
| ---- | --------------- | ------------------- | ---------------- |
| 2014 | After Love      | OST de "Love Cells" | (versión balada) |

## Apoyo a obras benéficas
En el 2015 junto a los actores Kim Yoo-jung, Park Hyun-woo-I y Choi Young-min participaron en una sesión fotográfica organizada para "Care", un grupo de derechos de los animales para promover ideas positivas sobre los perros callejeros y encontrarles nuevos hogares.

## Premios y nominaciones
| Año  | Premios              | Categoría      | Series                    | Resultado |
| ---- | -------------------- | -------------- | ------------------------- | --------- |
| 2016 | 35th MBC Drama Award | Best New Actor | Start Again               | Nominado  |
| 2017 | 25th SBS Drama Award | Best New Actor | I'm Sorry, But I Love You | Nominado  |